# Saint-Ouen-du-Breuil
Saint-Ouen-du-Breuil là một xã thuộc tỉnh Seine-Maritime trong vùng Normandie miền bắc nước Pháp.

## Dân số
| 1962                                            | 1968 | 1975 | 1982 | 1990 | 1999 | 2006 |
| ----------------------------------------------- | ---- | ---- | ---- | ---- | ---- | ---- |
| 352                                             | 362  | 377  | 582  | 645  | 685  | 751  |
| Starting in 1962: Population without duplicates |      |      |      |      |      |      |